# レシャ・マフノ
レシャ・マフノ（ロシア語: Леся Махно、1981年9月4日 - ）は、ロシアの女子バレーボール選手。旧ソビエト連邦のスルグト出身。ポジションはウイングスパイカー。

## 来歴
2006年ロシア代表に初選出される。同年のモントルーバレーマスターズにおいてデビューした。2010年に復帰し、同年10-11月開催の世界選手権に出場し、2連覇に貢献した。2011年のワールドグランプリ、ヨーロッパ選手権ではスタメン出場し、サーブレシーブを中心に攻守の要として活躍している。2012年ロンドン五輪世界最終予選に出場したが、ロンドン五輪本大会の最終登録から外れた。

## 球歴・受賞歴
- 2010年 - 世界選手権（金メダル）

## 所属クラブ
- Rossy-MGSU （1998-1999年）
- Gasprom Rossy （1999-2000年）
- Luch-MGSU （2000-2004年）
- ディナモ・モスクワ （2004-2005年）
- CSKAモスクワ （2005-2006年）
- ディナモ・モスクワ （2006-2011年）
- ディナモ・カザン （2011-）